# JoAnne Akalaitis
JoAnne Akalaitis, född 29 juni 1937 i Chicago, är en amerikansk teaterregissör och dramatiker.

## Biografi
Bakom sig har JoAnne Akalaitis oavslutade studier i medicin från University of Chicago och filosofi från Stanford University. Vid 22 års ålder flyttade hon till San Francisco där hon studerade skådespeleri vid Actor's Workshop. Hon har också studerat skådespeleri hos San Francisco Mime Troupe, The Open Theater Workshop i New York och för Jerzy Grotowski i Frankrike. 1970 bildade hon teatergruppen Mabou Mines i New York tillsammans med bland andra dramatikern och regissören Lee Breuer och kompositören Philip Glass som hon också varit gift med. Hon var gruppens ledande regissör i tjugu år och hon har även regisserat hos American Repertory Theater i Cambridge, Massachussetts, Lincoln Center for the Performing Arts i New York, New York City Opera, Goodman Theatre i Chicago, Guthrie Theater i Minneapolis, Mark Taper Forum i Los Angeles och ett flertal andra ledande teatrar i USA. 1991 utnämndes hon till konstnärlig ledare för New York Shakespeare Festival men fick avgå efter ett år efter en skandalsuccé med Georg Büchners Woyzeck. Bland priser hon tilldelats kan nämnas hela fem Obie Awards som bästa regissör.
Hennes signum är radikala och ikonoklastiska nytolkningar av klassiker. Hennes registil har beskrivits som postmodernistisk och är ofta collageartad. Hon blandar element som video, ljudeffekter, elektroniskt bearbetade röster, fysisk teater, poetiskt utnyttjande av scenrummet, dockor och dekonstruktion av texten till en suggestiv mix som inspirerat regissörer världen över.